# NGC 286
NGC 286 es una galaxia lenticular de la constelación de Cetus. 
Fue descubierta el 1886 por el astrónomo Frank Leavenworth.